# Julio César Franco

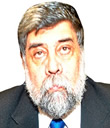
Julio César Franco

Julio César (Yoyito) Franco Gómez (ur. 17 kwietnia 1951 w Fernando de la Mora) – paragwajski polityk, działacz Prawdziwej Partii Radykalno-Liberalnej (PLRA), lekarz chirurg, brat prezydenta Federico Franco.
Ukończył studia medyczne na Narodowym Uniwersytecie w Cordobie w Argentynie. Dwukrotnie pełnił mandat senatora (1998–2003, 2008–2013). W latach 2000–2002 sprawował urząd wiceprezydenta Paragwaju. W 2003 kandydował bezskutecznie na prezydenta Paragwaju. Uzyskał poparcie 24% wyborców (370 348 głosów), zajmując drugie miejsce spośród dziewięciu kandydatów.